# Sequenza di DNA

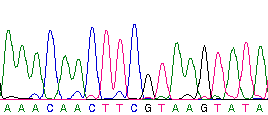
Elettroferogramma di un sequenziatore automatizzato che mostra parte di una sequenza di DNA

Una sequenza di DNA, nella biologia molecolare, è una successione di lettere che rappresentano la struttura primaria di una molecola di DNA, con la capacità di veicolare informazione.
Le lettere sono A, C, G e T e rappresentano le quattro basi nucleotidi adenina, citosina, guanina e timina.
Relativamente alla funzione biologica una sequenza di DNA può essere considerata senso o antisenso.
In alcuni casi speciali, possono essere presenti in una sequenza altre lettere oltre A, T, C e G. Le regole per la trascrizione delle lettere dell'Unione Internazionale di Chimica Pura ed Applicata (IUPAC) sono le seguenti:
```
       A = adenina           
       C = citosina            
       G = guanina             
       T = timina           
       R = G A (purina)        
       Y = T C (pirimidina)    
       K = G T (cheto)    
       M = A C (amino)
       S = G C (legami forti)
       W = A T (legami deboli)
       B = G T C (tutte tranne A)
       D = G A T (tutte tranne C)
       H = A C T (tutte tranne G)
       V = G C A (tutte tranne T)
       N = A G C T (tutte)
```